# Aranyakas
Die Aranyakas (Sanskrit, n., आरण्यक, āraṇyaka, „Waldtext“, von Wald, Wildnis) sind Texte des frühen Hinduismus, die ähnlicher Natur wie die Brāhmanas sind. Es handelte sich dabei um Ritualtexte für die orthodoxen Brahmanen, die sich in die Waldeinsamkeit zurückgezogen hatten. 
Diese Waldbewohner taten den ersten Schritt hin zur Weltentsagung Saṃnyāsa. Dies wurde in den nachfolgenden Jahrhunderten ein immer stärkerer Trend in der indischen Gesellschaft.
Die meisten Texte der Āranyakas gingen verloren; aber die folgenden sind noch erhalten:
- das Aitareya- und das Kaushitaki-Āranyaka (zum Rigveda zugehörig)
- das Taittiriya-Āranyaka (zum Schwarzen Yajurveda gehörend)
- das Brihad-Āranyaka (zum Weißen Yajurveda gehörend)
- (Es existieren keine Āranyaka mehr für den Sama- und den Atharva-Veda.)[1]

Āranyaka bedeutet ursprünglich Wald, Wildnis und wurde als Textbezeichnung verwendet, da diese Lehren nicht im Dorf vermittelt wurden, sondern in der Waldeinsamkeit bei einem Lehrer. Traditionell stehen die Āranyakas in Verbindung mit dem dritten Lebensstadium des Vanaprastha (in der Waldeinsamkeit Lebender). Nach der Erfüllung der familiären und gesellschaftlichen Pflichten als Grihastha (Haushälter; häufiger: Hausvater) sieht der Hinduismus zwei weitere Stadien (āśrama) vor, die der religiösen Bildung und spirituellen Weiterentwicklung dienen. Der Vanaprastha lebt im Wald, um seine religiösen Studien fortzusetzen, der Samnyāsīn legt alle Bindungen an Familie und Gesellschaft ab.
Die Āranyakas waren Wegbereiter für die esoterische Philosophie der Upanischaden und für die nachfolgende asketische Form der Yoga-Tradition.

## Āranyakas und Veda
Die Veda und damit auch die Āranyakas gehören zu den Shruti (Sanskrit, f., श्रुति, śruti, wörtl.: „das Gehörte“), das durch „das gehörte Offenbarte“, es sind die Offenbarungstexte, zu denen die Samhitās, Brāhmanas, Āranyakas und letztlich die Upanishaden zählen.
Im Zentrum der vedischen Religion stehen die im Veda dargebrachten religiösen Hymnen, so Opferrituale zugunsten der Gottheiten Indra, Agni und Vayu etc.